# Престиж (танкер)
«Престиж» (англ. «Prestige») — однокорпусный танкер, плававший под багамским флагом.
Известен тем, что в результате его аварии произошла крупнейшая морская экологическая катастрофа у берегов Европы.

## Судно
Судно было построено в качестве однокорпусного танкера для перевозки сырой нефти (класс Crude oil tanker) на верфи корпорации Hitachi, заводской номер № 4437. Спущено со стапелей 1 декабря 1975 под именем «MV Gladys» и 1 марта 1976 сдано в эксплуатацию.
За свою историю судно сменило трех владельцев. Последний владелец: Mare Shipping Inc., (Либерия)
Судно также сменило несколько менеджеров-операторов.
Среди последних указывается «Laurel Sea Transport Ltd.», однако чаще последним указывается «Universe Maritime Ltd» (оба Греция).
В 2002 году команда корабля из 27 человек состояла в основном из филиппинцев и румын, капитан и ст.механик — граждане Греции.
Судно было застраховано в P&I Coverage: London Steamship Owners Insurance.

## Фрахт
Компания «Crown Resources AG», которой принадлежал мазут и которая через брокеров зафрахтовала старый танкер «Престиж», за несколько лет до этого называлась «Crown Trade and Finance Inc.» и была основана в офшоре на Британских Виргинских островах, затем компания переместилась в Гибралтар в качестве «Crown Trade and Finance Ltd.», а в конце июня 2000 поменяла прописку на г. Цуг в Швейцарии, изменив название на Crown Resourses AG.
До катастрофы танкера «Престиж» «Crown Resources» упоминалась не менее чем в двух скандальных судебных процессах, состоявшихся в Нью-Йорке и Лондоне, связанных с нефтью и финансами.
В лондонском суде «Crown Resources» была представлена как «сестринская» компания «Альфа Эко» из структуры «Альфа-групп», международный отдел которой занимается торговлей вне России. Как следовало из документов значительная часть бизнеса «Crown Resources AG», основывалась на поставках российской нефти и нефтепродуктов в Западную Европу, что приносило компании 80—90 млн долларов в месяц. Саму же нефть покупали у «Тюменской нефтяной компании» (ТНК).
Танкер «Престиж» был зафрахтован компанией «Альфа-групп» и в течение 4 месяцев стоял на рейде Санкт-Петербурга (юго-восточнее Кронштадта, между Ломоносовым и Петродворцом, в 4 морских милях от Константиновского дворца, и был использован в качестве накопителя нефтепродуктов (бункеровщика). В период нахождения на внешнем рейде танкер не был проинспектирован группой Парижского меморандума по контролю судов государством порта. Как позже заявил Генеральной прокуратуре РФ капитан порта Санкт-Петербург

…находясь на внешнем рейде, судно было труднодоступно для посещения.
В свой последний рейс танкер отправился 30 октября 2002 года. Он отплыл с внешнего рейда порта Санкт-Петербург в направлении Вентспилс-Гибралтар-Сингапур. В его трюмах находилось около 77 000 тонн высокосернистого мазута российского происхождения. По данным разных источников танкер дозаправлялся российским мазутом в порту Вентспилс.

## Катастрофа
Проходя Бискайский залив 13 ноября 2002, судно попало в сильный шторм возле берегов Галисии, в результате чего в корпусе образовалась трещина длиной 35 метров. 19 ноября 2002 года корабль раскололся на две части и затонул в 210 км от берегов Галисии. Разлив мазута имел катастрофические последствия.